# Georg Carl Kuhlmann
Georg Carl Kuhlmann (* 1805; † 1868) war ein deutscher Orgelbauer.

## Leben und Werk
Carl Kuhlmann wurde als Sohn des Orgelbauers Johann Dietrich Kuhlmann in Gottsbüren geboren, erlernte den Beruf des Vaters und übernahm später dessen Werkstatt. Nachgewiesen sind Werke von Kuhlmann in Westfalen, wo er mit etlichen Orgelneubauten beauftragt wurde. Möglicherweise entstand die Verbindung dorthin, weil ein Schwager seines Vaters Orgelsachberater in Höxter war.

## Werkliste
Kursivschreibung zeigt an, dass die Orgel nicht mehr oder nur noch der Prospekt erhalten ist. In der fünften Spalte bezeichnet die römische Zahl die Anzahl der Manuale, ein großes „P“ ein selbstständiges Pedal. Die arabische Zahl gibt die Anzahl der klingenden Register an. Die letzte Spalte bietet Angaben zum Erhaltungszustand und zu Besonderheiten sowie Links mit weiterführender Information.
| Jahr | Ort                     | Kirche              | Bild | Manuale | Register | Bemerkungen |
| ---- | ----------------------- | ------------------- | ---- | ------- | -------- | --- |
| 1839 | Blomberg                | Klosterkirche       |      | II/P    |          | 1930 von Anton Feith neu errichtet; Register von Kuhlmann integriert                                                       |
| 1842 | Paderborn               | Georgskirche        |      |         |          | |
| 1845 | St. Vit                 | St. Vitus           |      | II/P    | 22       | Prospekt erhalten |
| 1845 | Hellinghausen           | St. Clemens         |      | II/P    | 19       | Erweiterungsumbau der einmanualigen Orgel von Johann Gottlieb Müller (1781); 1869 Umbau durch Speith; 12 Register erhalten |
| 1846 | Fürstenberg (Westfalen) | St. Marien          |      | II/P    | 24       | 1933 neue Orgel hinter alten Prospekt unter Verwendung etlicher Register; 1956 Umdisponierung; 10 Register erhalten        |
| 1847 | Atteln                  | St. Achatius        |      | II/P    | 20       | zur Hälfte erhalten |
| 1848 | Boffzen                 | Ev.-luth. Kirche    |      |         |          | 1956 abgebrochen |
| 1850 | Lichtenau               | St. Kilian          |      | II/P    | 19       | Neubau hinter Gehäuse von Albert Pöttgen (1667); 10 Register erhalten                                                      |
| 1852 | Husen                   | St. Maria Magdalena |      | I/P     | 7        | 2–3 Register erhalten |
| 1852 | Bruchhausen             | Laurentiuskirche    |      |         |          | 1964 ersetzt |
| 1854 | Lichtenau               | Evangelische Kirche |      | I/P     | 10       | Bis auf den Principal 4′ im Prospekt, der zu Kriegszwecken abgeliefert wurde, original erhalten                            |